# Ernst Bader
Pour les articles homonymes, voir Bader.
Ernst Bader  (* 7 juin 1914 Stettin, province de Poméranie - † 10 août 1999 Norderstedt près de Hambourg, Allemagne) est un auteur-compositeur et acteur allemand.  Ses principaux interprètes sont : Marlène Dietrich, Freddy Quinn, Rudi Schuricke, Édith Piaf, Hildegard Knef, Mireille Mathieu, Lale Andersen, Nana Mouskouri, Charles Aznavour, Dalida et Gilbert Bécaud.